# Dasineura phyteumatis
Cécidomyie de la Raiponce
Espèce
Synonymes
- Cecidomyia phyteumatis F. Low, 1885[1]

Dasineura phyteumatis, la Cécidomyie de la Raiponce, est une espèce d'insectes diptères nématocères de la famille des Cecidomyiidae et du genre Dasineura.

## Description
Cette Cécidomyie provoque des galles sur les boutons des fleurs des Raiponces en forme de boursouflures comprenant plusieurs loges, chacune comportant une larve orange. Dasineura phyteumatis est univoltine et hiverne dans la terre sous forme de pupe,. 
Les espèces affectées par ce phytoparasite monophage sont  Phyteuma spicatum, P. betonicifolium, P. hemisphaericum, P. michelii, P. orbiculare, P. ovatum, P. scheuchzeri, et P. scorzonerifolium,. 
Cette espèce relativement courante a été répertoriée en France, en Belgique, en Suisse, en Italie, aux Pays-Bas, en Allemagne, en Autriche, en Tchéquie et en Pologne,.

Dasineura phyteumatis, la Cécidomyie de la Raiponce
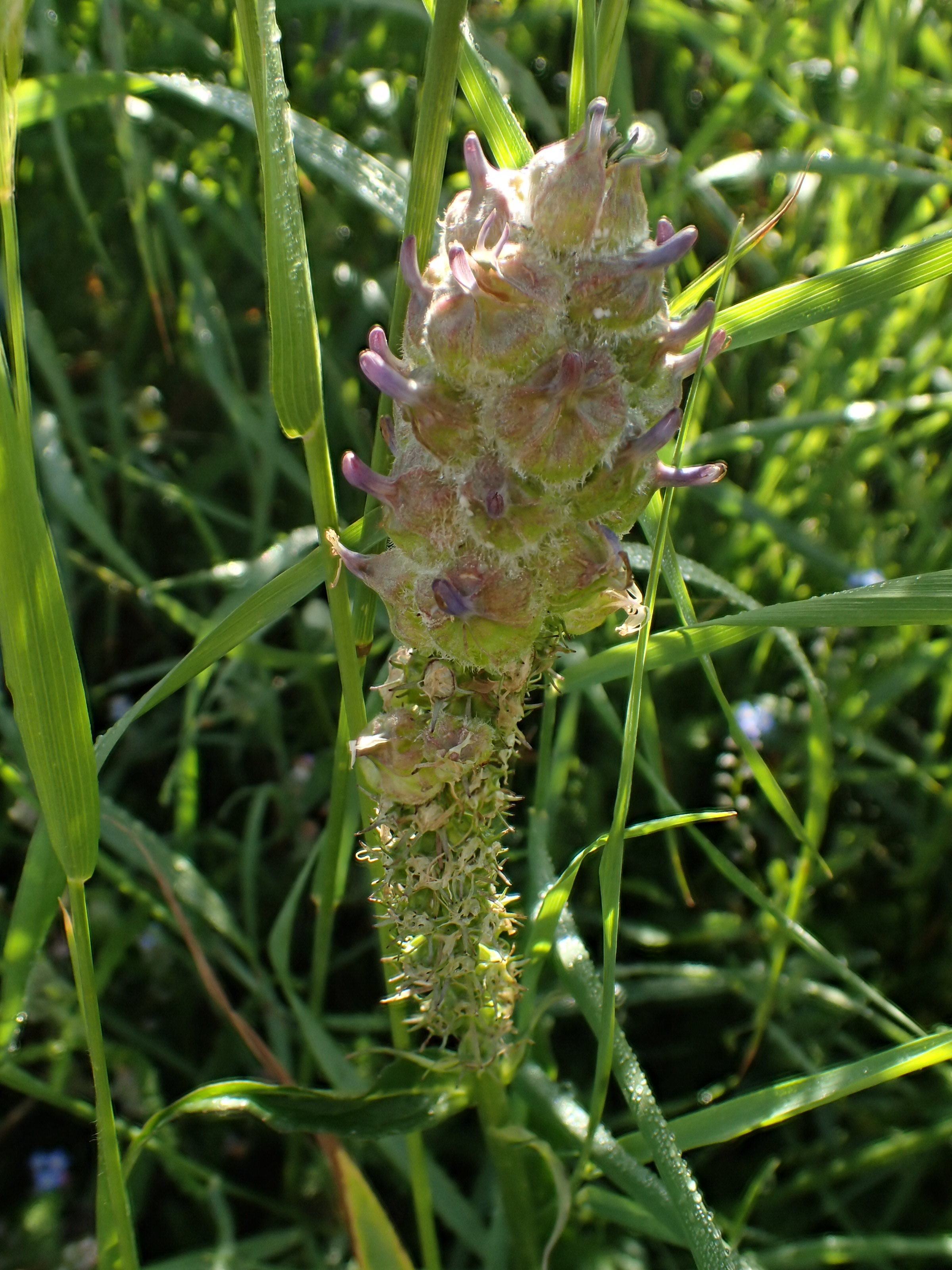
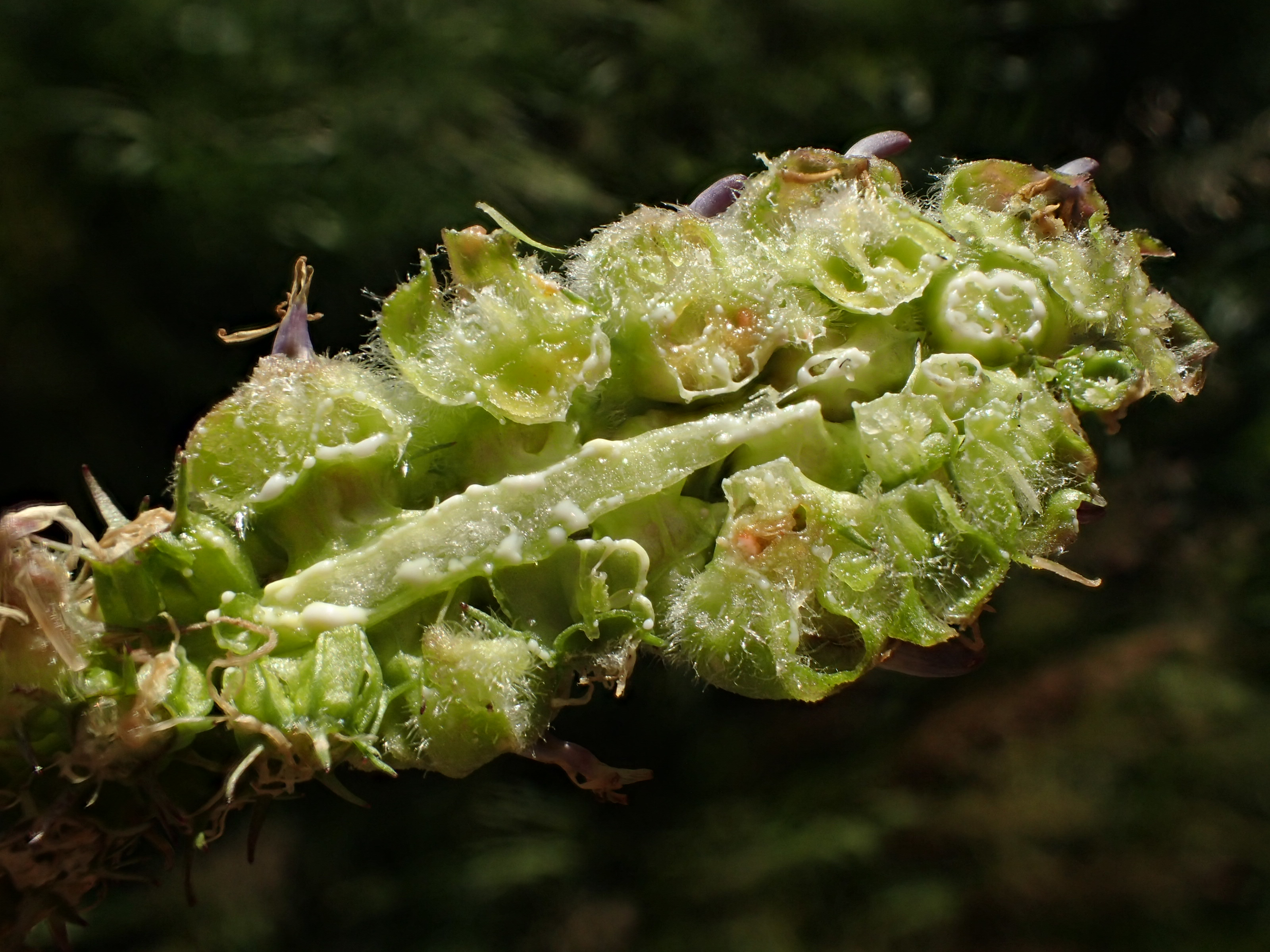
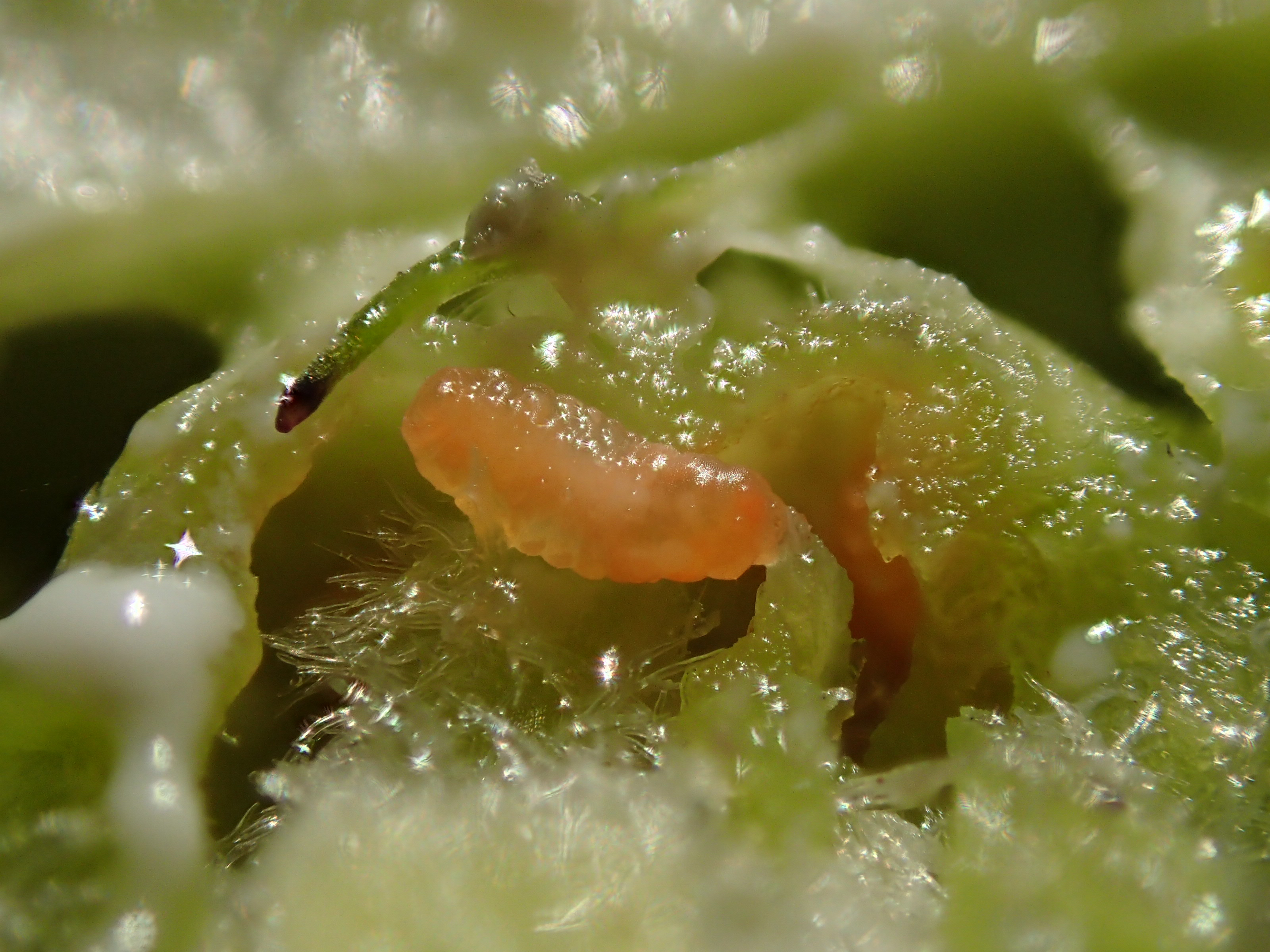

## Systématique
Le nom valide complet (avec auteur) de ce taxon est Dasineura phyteumatis (Löw, 1885).
L'espèce a été initialement classée dans le genre Cecidomyia sous le protonyme Cecidomyia phyteumatis Löw, 1885,.
Dasineura phyteumatis a pour synonyme :
- Cecidomyia phyteumatis Löw, 1885

## Publication originale
- (de) Franz Löw, « Beitrage zur Naturgeschichte der gallenerzeugenden Cecidomyiden », Verhandlungen der kaiserlich-königlichen zoologisch-botanischen Gesellschaft in Wien, Vienne, Inconnu, vol. 35,‎ 1885, p. 483-510 (ISSN 1025-4749, OCLC 5759771, lire en ligne). (Illustration originale)